# Velika Planina

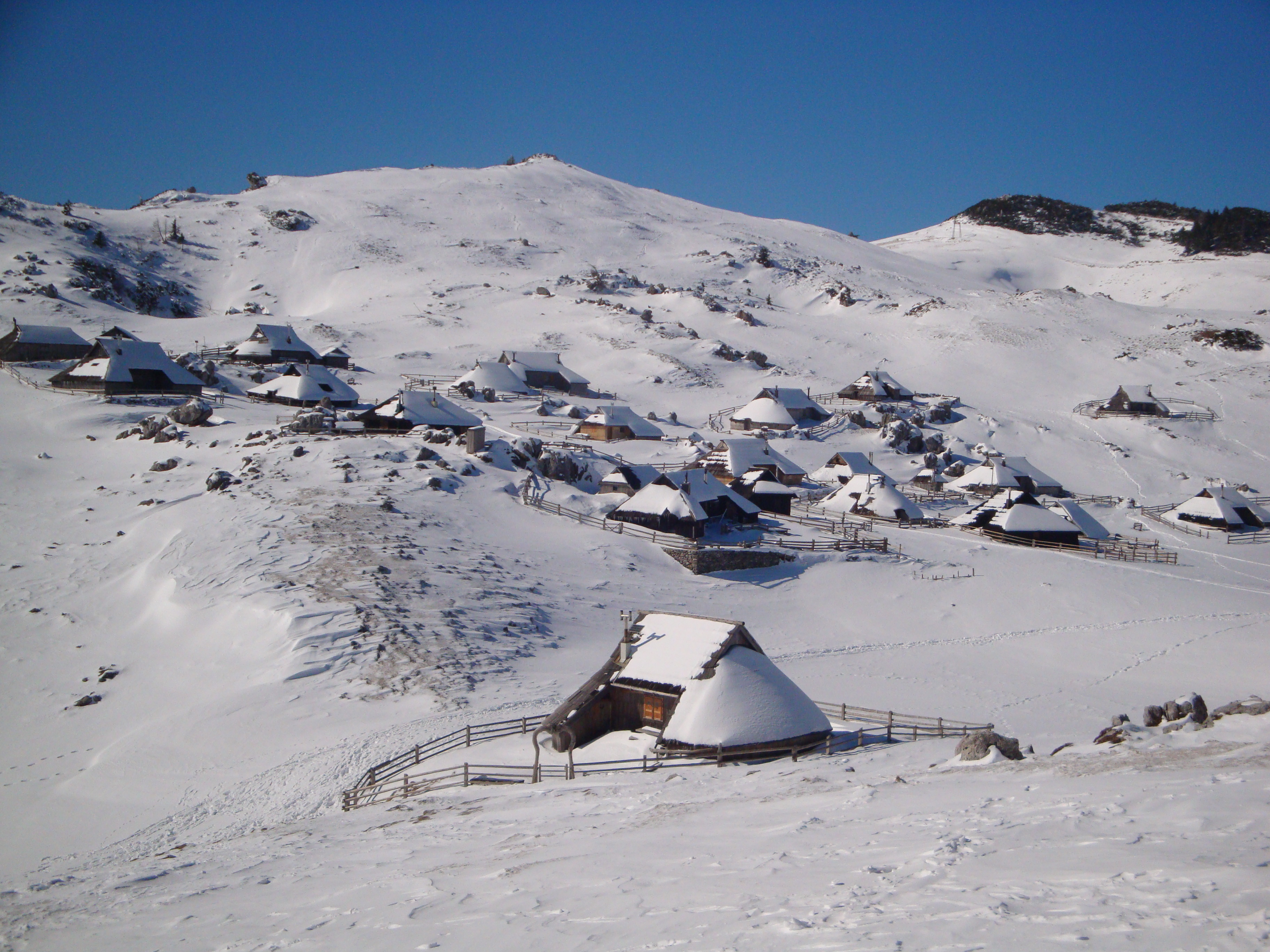
Velika planina

Velika Planina este o zonă locuită dispersată de altitudine ridicată constituită mai ales din locuințe de păstori aflată într-o zonă carstică de pe un platou montan din Alpi Kamnik din regiunea Gorenjska a Sloveniei.
1. ↑  Geographic Names Server, 11 iunie 2018